# برادران ارجمند
برادران ارجمند پیش از انقلاب ۱۳۵۷ ایران، سه برادر اهل صنعت و کارآفرین ایرانی بودند.
این خانواده از سه برادر مهندسِ بهائی تحصیل‌کرده در آمریکا و اروپا تشکیل شده بود که با تأسیس کارخانهٔ ارج و تبدیل آن به بزرگ‌ترین کارخانه صنعتی خاورمیانه نقش بسزایی در پیشبرد فعالیت‌های صنعتی ایران در طی چهل سال (۱۳۵۷ – ۱۳۱۶) داشتند. این سه برادر کارخانه‌ها و کارگاه‌های دیگری را نیز در کنار ارج ایجاد کردند. کارگران مشغول در واحدهای صنعتی ارجمند بیش از پنج هزار نفر بودند. بر اساس گفتهٔ تعدادی از فعالان اقتصادی، واحدهای صنعتی وابسته به ارجمند یکی از مدرن‌ترین و علمی‌ترین بنگاه‌های تولیدی ایران در پیش از انقلاب توصیف شده‌است.
فعالیت‌های مهم اقتصادی برادران ارجمند تا سال ۱۳۵۷ ادامه یافت تا اینکه در جریان مصادره‌های ابتدای انقلاب، اموال و واحدهای صنعتی متعلق به آنها به واسطه مشکلات پیش‌آمده و به واسطه بهائی بودن آنان مصادره شد.

## تاریخچه
خلیل ارجمند به عنوان برادر بزرگتر پس از پایان دوره دبیرستان، در بورس اعزام دانشجویان به فرانسه پذیرفته شد و به خارج از کشور رفت. او پس از اتمام تحصیلات در فرانسه و یک سال کارآموزی؛ سال ۱۳۱۵ به ایران بازگشت. در اولین مرحله از فعالیتهایش، مستقلاً شروع به کار نموده و به تنهایی، اقدام به تهیه ماشین‌آلات مکانیک و آهنگری کرد. وی در سال ۱۳۱۶، کارگاه ارج را نزدیک میدان دروازه قزوین در تهران تأسیس نمود. این کارگاه درطی سال‌های فعالیتش بسیاری از محصولات صنعتی مورد نیاز در کشور را می‌توانست تولید کند. ارجمند در اردیبهشت ۱۳۲۱ نواحی شرق تهران، بیرون دروازه خراسان، کارخانه بزرگی تأسیس کرد که اساس تولید آن صنعت موتور برق، تولید سیم‌های نازک و عایق‌دار بود. وی برای اولین بار، سیم‌های مسی قطور را به سیم‌های نازک تبدیل کرد. همچنین یکی دیگر از دستاوردهای او ساخت مجموعۀ تلمبه‌هایِ الکتریکی بود که ۱۰۰٪ آن در کارخانه وی تولید می‌شد.

خلیل ارجمند در ۳۰ مهر ۱۳۲۳ به قصد سرکشی، وارد چاه آبی شد که به دستور وی در نزدیکی کارخانه برای احداث یک رختشویخانه عمومی حفر کرده بودند. اما هنگام ورود به چاه، بندهای کابل دستگاه بالابر در محل اتصال به جعبه پاره شد و ارجمند به عمق ۳۶ متری سقوط کرد؛ او در حالی که هنوز، جوانی ۳۴ ساله بود درگذشت.
اسکندر ارجمند (متولد ۱۳۰۳) پس از اخذ مهندسی از دانشگاه فنی تهران، به آمریکا رفت و در زمینه سیستم گرمایش مرکزی و تهویه مطبوع در یکی از دانشگاه‌های دولتی آنجا ادامه تحصیل داد. وی پس از بازگشت به ایران، مدیریت کارخانه ارج را به عهده گرفت. کارخانه در سال ۱۳۳۷ با مدیریت او و برادر دیگرش سیاوش ارجمند که مهندس برق از دانشگاه مونیخ بود اداره می‌شد. کارخانه در این سال با همکاری سه کارشناس فرانسوی و سوئدی، ۴۰ مهندس و کارمند و ۶۰۰ کارگر فنی اداره می‌شد. کارخانه ارج تحت مدیریت آنها توانست تا هنگام وقوع انقلاب، تعداد کارکنانش را تا حدود سه هزار نفر افزایش دهد و به بزرگ‌ترین کارخانه صنعتی خاورمیانه تبدیل شود. اسکندر ارجمند بعدها نیز کارخانه‌ای برای نصب سیستم‌های مرکزی ساخت. همچنین سرمایه‌گذاری در کارخانه آلومتک و ساخت انواع پروفیل آلومینیوم و کابل‌های آلومینیومی در قزوین به توسعه واحدهای صنعتی خود پرداخت. وی تا سال ۱۳۵۷ علاوه بر اداره کارخانه و فعالیت‌های صنعتی، در دانشگاه نیز تدریس می‌کرد.
در نهایت پس از انقلاب ۱۳۵۷، در جریان مصادره اموال و دارایی‌ها، این کارخانه به همراه دیگر اموال خانواده ارجمندی بابت بدهی به سازمان صنایع ملی واگذار شد و پس از چند دهه، فعالیت اقتصادی این خانواده متوقف شد.